# Dwuchwytnik
Dwuchwytnik (amboceptor) – przeciwciało obecne w surowicy, powstające pod wpływem immunizacji obcogatunkowym białkiem, składające się z dwóch grup receptorowych: rozpoznającej antygen oraz składniki dopełniacza.